# Diocese de Tiruchirapalli
A Diocese de Tiruchirapalli (Latim:Dioecesis Tiruchirapolitanus) é uma diocese localizada no município de Tiruchirapalli, no estado de Tâmil Nadu, pertencente a Arquidiocese de Madurai na Índia. Foi fundada em 8 de julho de 1836 pelo Papa Gregório XVI como Vicariato Apostólico de Madurai e Costa de Coromandel. Com uma população católica de 273.744 habitantes, sendo 11,4% da população total, possui 73 paróquias com dados de 2020.

## História
Em 8 de julho de 1836 o Papa Gregório XVI cria o Vicariato Apostólico de Madurai e Costa de Coromandel através do território da Diocese de São Tomé de Meliapor. Em 1850 o vicariato apostólico perde território para a formação do Vicariato Apostólico de Coimbatore e do Vicariato Apostólico de Mysore. Em 1886 o Vicariato Apostólico de Madurai e Costa de Coromandel é elevado a Diocese de Madurai. Em 1887 a diocese tem seu nome alterado para Diocese de Trichinopoly. Em 1923 a diocese perde território para a formação da Diocese de Tuticorin. Em 1938 perde novamente território, dessa vez para a formação da Diocese de Madura. Em 1950 a Diocese de Trichinopoly tem seu nome alterado para Diocese de Tiruchirapalli. Por fim, em 2003 a Diocese de Tiruchirapalli juntamente com a Arquidiocese de Madurai perdem território para a formação da Diocese de Dindigul.

## Lista de bispos
A seguir uma lista de bispos desde a criação do vicariato apostólico em 1836, em 1886 é elevado a diocese.
|                                                      | Nome                                 | Período                  | Notas                                     |
| Bispos de Tiruchirapalli                             | Bispos de Tiruchirapalli             | Bispos de Tiruchirapalli | Bispos de Tiruchirapalli                  |
| ---------------------------------------------------- | ------------------------------------ | ------------------------ | ----------------------------------------- |
| 5º                                                   | Savarimuthu Arokiaraj                | 2021 - atual             |                                           |
| 4º                                                   | Antony Devotta                       | 2000 - 2018              |                                           |
| 3º                                                   | Gabriel Lawrence Sengol              | 1990 - 1997              |                                           |
| 2º                                                   | Thomas Fernando                      | 1970 - 1990              |                                           |
| 1º                                                   | James Mendonça                       | 1950 - 1970              |                                           |
| Bispos de Trichinopoly                               |                                      |                          |                                           |
| 5º                                                   | James Mendonça                       | 1938 - 1950              | Nomeado bispo dessa diocese               |
| 4º                                                   | John Peter Leonard, S.J.             | 1936 - 1938              | Nomeado bispo de Madurai                  |
| 3º                                                   | Ange-Auguste Faisandier, S.J.        | 1913 - 1934              | Nomeado bispo de Elatea, Grécia           |
| 2º                                                   | Jean-Marie Barthe, S.J.              | 1890 - 1913              | Nomeado bispo de Parlais, Turquia         |
| 1º                                                   | Alexis Canoz, S.J.                   | 1887 - 1888              | Faleceu no cargo                          |
| Bispos de Madurai                                    |                                      |                          |                                           |
| 1º                                                   | Alexis Canoz, S.J.                   | 1886 - 1887              | Nomeado bispos de Trichinopoly            |
| Vigários Apostólicos de Madura e Costa de Coromandel |                                      |                          |                                           |
| 3º                                                   | Alexis Canoz, S.J.                   | 1846 - 1886              | Nomeado bispos de Madurai                 |
| 2º                                                   | Clément Bonnand, M.E.P.              | 1836 - 1850              | Nomeado vigário apostólico de Pondicherry |
| 1º                                                   | Louis-Charles-Auguste Hébert, M.E.P. | 1836                     | Faleceu no cargo                          |
| Administradores apostólicos                          |                                      |                          |                                           |
| 1º                                                   | Devadass Ambrose Mariadoss           | 2028 - 2021              |                                           |